# De uheldige helte
De uheldige helte (engelsk: The Persuaders) er en britisk krimiserie fra 1971-72 med Roger Moore og Tony Curtis i hovedrollerne. Serien blev hovedsagelig optaget i Storbritannien, Frankrig og Italien, men også on location i f.eks. Sverige, mellem maj 1970 og juni 1971 og produceret af det britiske ITC Entertainment, og de 24 afsnit blev først udsendt på henholdsvis ITV og ABC. DR udsendte serien i Danmark de samme år. Serien fortsatte ikke, fordi Roger Moore tog imod tilbuddet om at spille hovedrollen i spionfilmene med James Bond, og optagelserne til hans første film i denne rolle, Live and Let Die, begyndte i oktober 1972.

## Handling
De uheldige helte er de to playboys lord Brett Sinclair (Roger Moore) og Danny Wilde (Tony Curtis), der som følge af en kombination af pengemangel, eventyrlyst og pres opklarer en række forbrydelser i et overklassemiljø, ofte i det sydlige Europa. Serien kombinerer krimigenren med action og humor, der især bæres af modsætningen mellem den britiske aristokrat Sinclair og den amerikanske Wilde med rod i et fattigt miljø i New York. 
Faste elementer i serien er ud over en række slagsmål med næver de to hovedpersoners store interesse for de smukke unge kvinder, der altid optræder i kriminalhistorierne, samt for hurtige sportsvogne. Brett Sinclairs faste bil er en karrygul Aston Martin DBS med den britiske nummerplade BS 1, mens Danny Wildes bil er en rød Ferrari Dino 246 GT med italiensk nummerplade, 221400.MO.